# Rejon kirowski (Osetia)
Rejon kirowski (ros. Кировский район, oset. Кировы район) – rejon w należącej do Rosji północnokaukaskiej republice Osetii Północnej-Alanii.
Rejon kirowski leży w północno-zachodniej części republiki. Jego ośrodkiem administracyjnym jest wieś Elchotowo. 

## Powierzchnia i ludność
Rejon ma powierzchnię 0,36 tys. km²; zamieszkuje go ok. 26,9 tys. osób (2005 r.).
Gęstość zaludnienia w rejonie wynosi 74,7 os./km².
Zdecydowaną większość populacji stanowią Osetyjczycy; istnieje także niezbyt liczna mniejszość rosyjska.
Większość ludności pracuje w zawodach związanych z rolnictwem.

## Transport
Przez rejon przebiega ważny szlak kolejowo-drogowy służący m.in. do transportu kaspijskiej ropy naftowej z Zakakazia. W okresie II wojny światowej o tzw. Bramę Elchotowską – strategiczny punkt owego szlaku toczyły się krwawe walki pomiędzy Armią Czerwoną a wojskami niemieckimi.